# Hamid Merakchi
Hamid Merakchi (in arabo حميد المراكشي‎?; ʿAyn Temūshent, 28 gennaio 1976 – Parigi, 16 novembre 2024) è stato un calciatore e allenatore di calcio algerino, di ruolo attaccante.

## Caratteristiche tecniche
Era una punta centrale.

## Carriera

### Giocatore

#### Club
Dopo aver militato nel CR Témouchent, nel 1996 è passato all'ES Mostaganem. Nel 1998 è passato al Gençlerbirliği, club militante nella massima serie turca. Nel 2000 è tornato in patria, al MC Alger. Nel 2001 si è trasferito al WA Tlemcen. Nell'estate 2003 si è trasferito al MC Oran. Nel gennaio 2004 è passato all'USM El Harrach. Nell'estate 2004 ha firmato un contratto con il WA Mostaganem, club in cui ha militato fino al 2010. Nella stagione 2012-2013 ha militato nel CR Témouchent.

#### Nazionale
Ha debuttato in Nazionale il 2 ottobre 1998, in Uganda-Algeria (2-1). Ha messo a segno le sue prime due reti con la maglia della Nazionale il 9 aprile 1999, in Algeria-Liberia (4-1), siglando la rete del momentaneo 1-0 al minuto 40 e la rete del momentaneo 2-0 al minuto 44. Ha partecipato, con la Nazionale, alla Coppa d'Africa 2000. È sceso in campo, inoltre, nelle qualificazioni alla Coppa d'Africa 2000. Ha collezionato in totale, con la maglia della Nazionale, quattro presenze e altrettante reti.

### Allenatore
Nel febbraio 2013, durante la sua militanza come giocatore, viene nominato allenatore ad interim del CR Témouchent.

## Statistiche

### Cronologia presenze e reti in nazionale
| Cronologia completa delle presenze e delle reti in nazionale ― Algeria | Cronologia completa delle presenze e delle reti in nazionale ― Algeria | Cronologia completa delle presenze e delle reti in nazionale ― Algeria | Cronologia completa delle presenze e delle reti in nazionale ― Algeria | Cronologia completa delle presenze e delle reti in nazionale ― Algeria | Cronologia completa delle presenze e delle reti in nazionale ― Algeria | Cronologia completa delle presenze e delle reti in nazionale ― Algeria | Cronologia completa delle presenze e delle reti in nazionale ― Algeria |
| Data                                                                   | Città                                                                  | In casa                                                                | Risultato                                                              | Ospiti                                                                 | Competizione                                                           | Reti                                                                   | Note                                                                   |
| ---------------------------------------------------------------------- | ---------------------------------------------------------------------- | ---------------------------------------------------------------------- | ---------------------------------------------------------------------- | ---------------------------------------------------------------------- | ---------------------------------------------------------------------- | ---------------------------------------------------------------------- | ---------------------------------------------------------------------- |
| 2-10-1998                                                              | Kampala                                                                | Uganda                                                                 | 2 – 1                                                                  | Algeria                                                                | Qual. Coppa d'Africa 2000                                              | -                                                                      | 71’                                                                    |
| 9-4-1999                                                               | Annaba                                                                 | Algeria                                                                | 4 – 1                                                                  | Liberia                                                                | Qual. Coppa d'Africa 2000                                              | 2                                                                      |                                                                        |
| 6-6-1999                                                               | Tunisi                                                                 | Tunisia                                                                | 2 – 0                                                                  | Algeria                                                                | Qual. Coppa d'Africa 2000                                              | -                                                                      | 75’                                                                    |
| 20-6-1999                                                              | Annaba                                                                 | Algeria                                                                | 2 – 0                                                                  | Uganda                                                                 | Qual. Coppa d'Africa 2000                                              | 2                                                                      |                                                                        |
| Totale                                                                 |                                                                        | Presenze                                                               | 4                                                                      |                                                                        | Reti                                                                   | 4                                                                      |                                                                        |

## Palmarès

### Giocatore

#### Club

##### Competizioni nazionali
- Coppa d'Algeria: 1

WA Tlemecen: 2001-2002